# Ultratop
Ultratop — организация, занимающаяся формированием и публикацией национального бельгийского хит-парада, а также название этого хит-парада. Ultratop — некоммерческая организация, созданная Бельгийским Департаментом Развлечений (BEA), членом организации IFPI.

## Различия чартов
Чарты Ultratop подразделяются на Ultratop Wallonia и Ultratop Flanders из-за культурных, исторических и языковых особенностей Бельгии. Первый чарт сформирован на основе данных о франкоговорящей области Бельгии (Валлония), а второй — о Фландрии — области, где преобладают носители нидерландского языка.
Во фламандских чартах основными являются Ultratop 50 Singles и Ultratop 50 Albums. В Валлонии — Ultratop 40 Singles и Ultratop 50 Albums. все чарты формируются на основе данных о продажах релизов. Хит-парады выходят в эфире радио TMF Flanders и телеканала Plug TV.

## Ultratip
Ultratip — аналог чартов Ultratop, формирующийся на основе не только данных о продажах, но и ротации на радио и телевидении.